# Kostel svatého Václava (Horní Štěpanice)
Kostel svatého Václava je zaniklý evangelický kostel v Horních Štěpanicích u Benecka v okrese Semily v Libereckém kraji. Kostel stával asi 25 metrů od současného kostela Nejsvětější Trojice, pravděpodobně u evangelického hřbitova.

## Historie

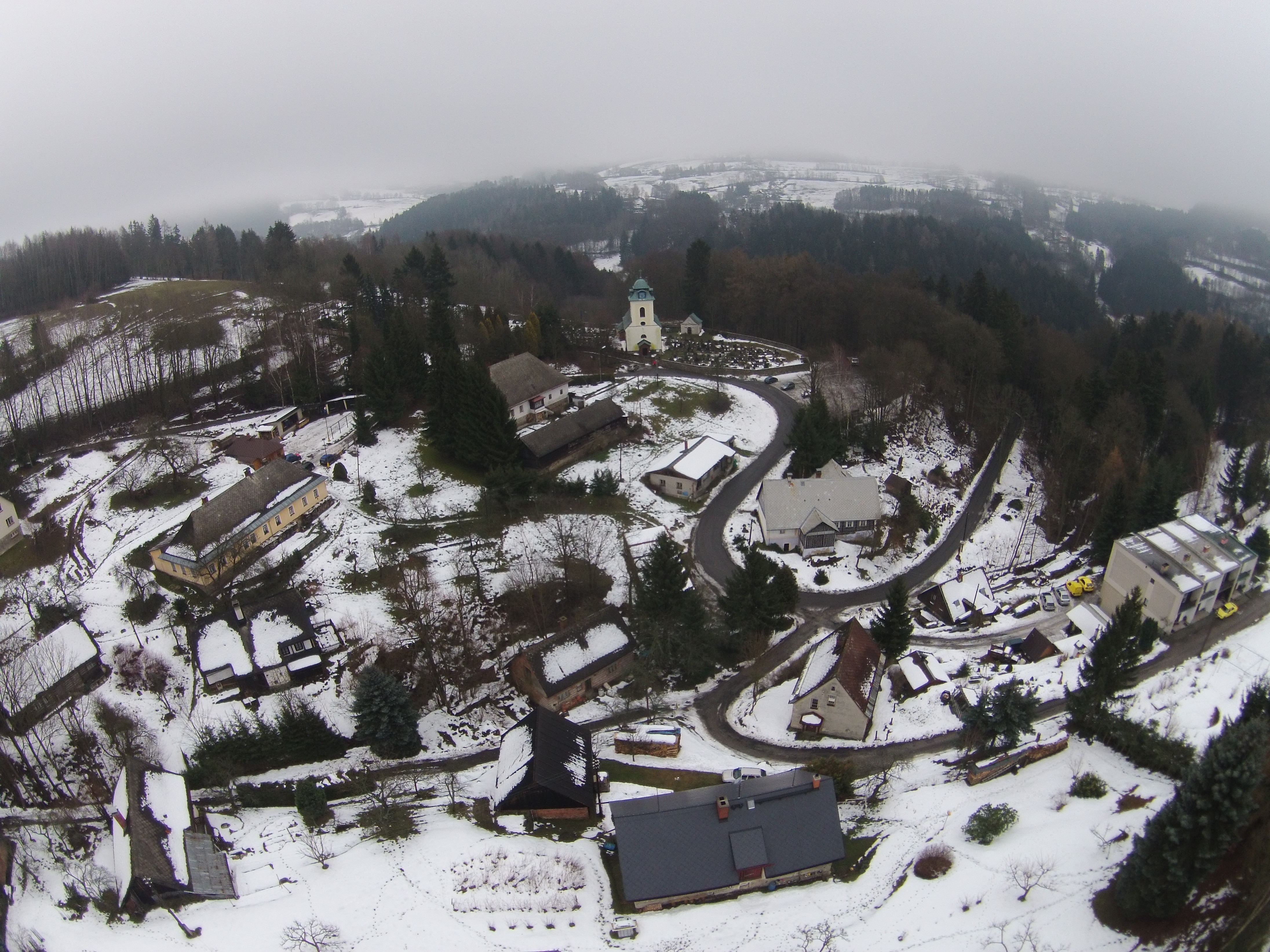
Horní Štěpanice

O vzniku a počátcích fungování kostela svatého Václava nejsou žádné doklady. V roce 1612 zde byla díky Václavu Zárubovi z Hustiřan, majiteli branského panství, zřízena nová kazatelna. Protože Václav Záruba byl evangelík, předpokládá se, že kostel byl evangelický. V době pobělohorské a během protireformací se přestal používat a v letech 1713 až 1722 je zmiňován jako "kaple bez lidu". Přesto je o něj stále pečováno a roku 1738 jsou zde instalovány nové oltářní tabulky.
Ke zrušení kostela došlo roku 1786 a o několik let později byl rozebrán. Materiál byl použit na stavbu chalupy Jana Šimka v Horních Štěpanicích (dům čp. 2.).

## Popis
Beckovského "Poselkyně starých příběhův českých" uvádí, že kostel měřil 21 kroků v délce a dvanáct kroků v šíři. Byl údajně srouben z hrubě otesaných kmenů. Visel zde zvon z roku 1553, později přemístěný do kostela.
V interiéru se nacházel jeden velký oltář se sochou svatého Václava a jeden malý se sochou Bohorodičky. Stěny zdobil obraz svatého Jana Nepomuckého. Stála zde také stará kazatelnice. Z hudebních nástrojů byl zastoupen pouze starý polámaný pozitiv. Kromě jednoho bílého stolku a dvou dlouhých lavic se uvnitř již nic jiného nenalézalo.